# Balacra speculifera
Balacra speculifera är en fjärilsart som beskrevs av Karl Grünberg. Balacra speculifera ingår i släktet Balacra och familjen björnspinnare. Inga underarter finns listade i Catalogue of Life.